# Hitiți
Hitiții au fost un popor de origine indo-europeană, care a migrat în mileniul al III-lea î.Hr. din teritoriile pe care le ocupa în sud-estul continentului european, în Asia Mică. Între istorici există două teorii asupra drumului pe care l-au parcurs hitiții, din zona unde locuiau înspre Podișul Anatoliei: o variantă ar fi trecerea lor prin nordul Mării Negre și traversarea Munților Caucaz, iar cea de-a doua ar fi străbaterea Peninsulei Balcanice și traversarea strâmtorilor Bosfor și Dardanele.

## Originile

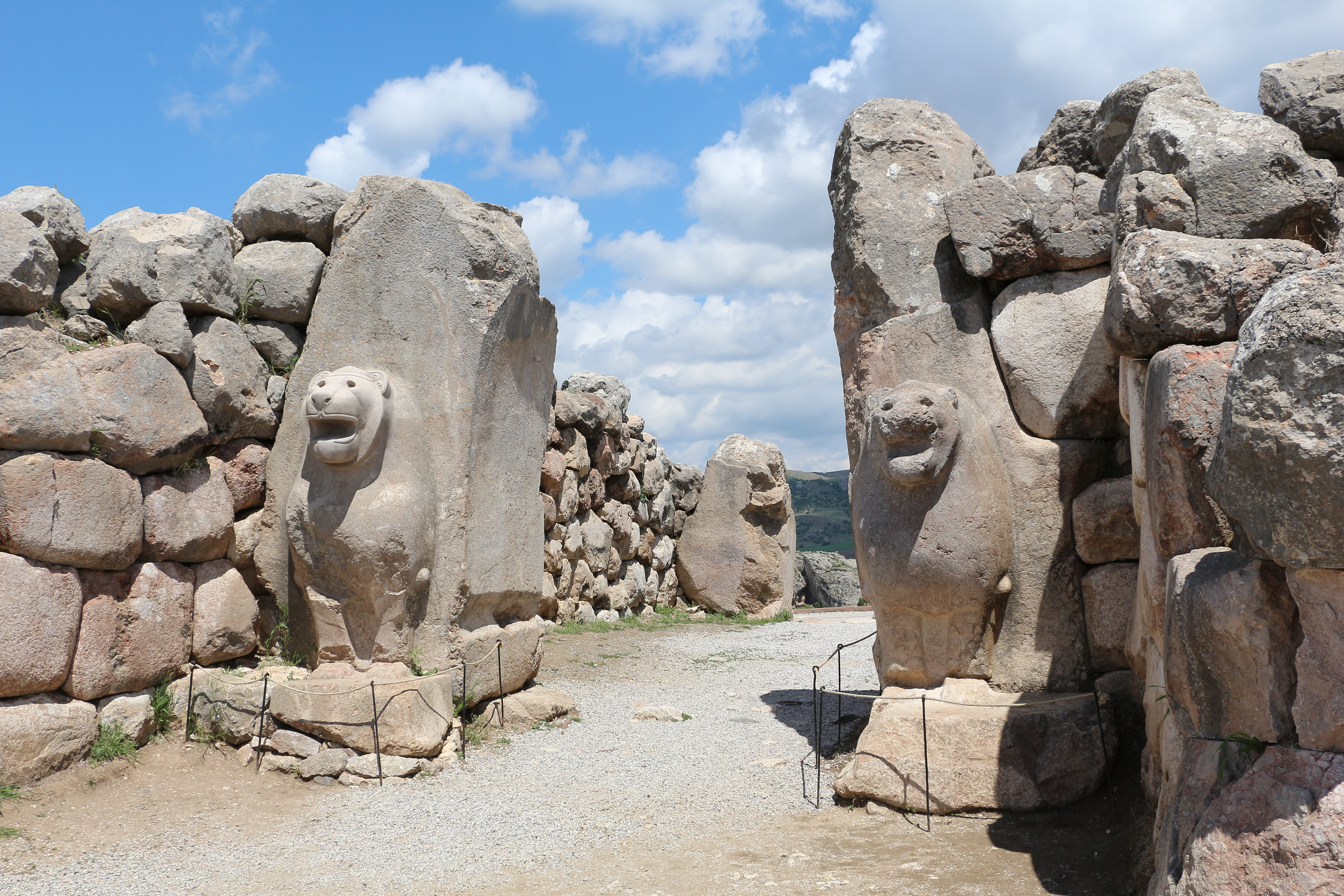
Ruinele de la Hattusa

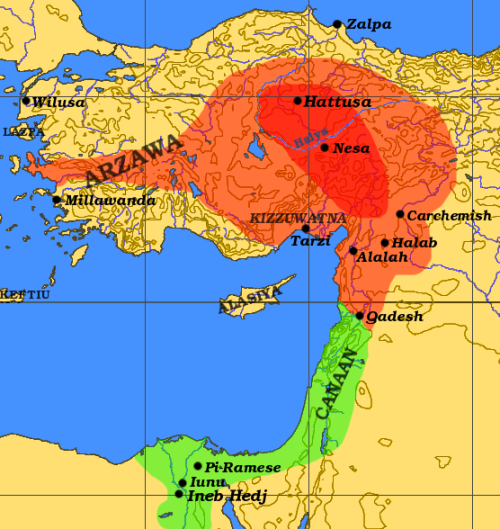
Imperiul hitit

Originea indo-europeană a hitiților este indicată atât de picturile egiptene care îi arată ca având părul castaniu, în contrast cu cel al egiptenilor, precum și de afinitățile limbii lor cu cea tracă, așa cum au observat profesorul bulgar Vladimir Georghiev și profesorul german S. Bugge.

## Așezarea
Așezați în mileniul al III-lea î.Hr., în noua lor patrie, teritoriu cunoscut azi ca Anatolia, hitiții au format în scurt timp unul dintre cele mai puternice state ale vremii. Primele orașe-cetăți importante, Hattușaș, Neșa, Zalpa și Kușșara, au apărut încă din secolul XX î.Hr. , când unele triburi hitite au început să se impună în lupta pentru supremație. Regele Anitta din Kușșara, a fost primul dintre cei 29 de regi hitiți care s-au remarcat în mileniul al II-lea în campanii de cuceriri. 

## Vechiul Regat

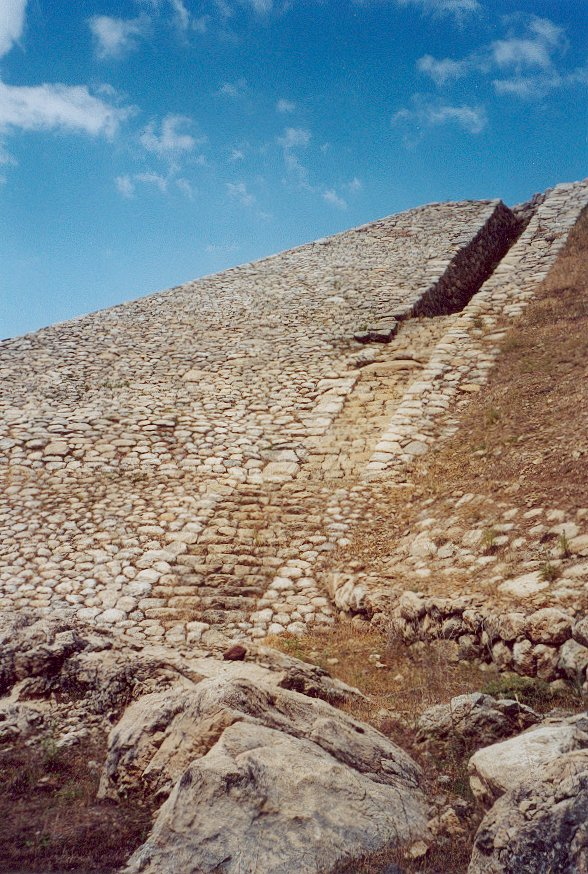
Valul din Hattusa

Întemeierea Regatului Hitit este atribuită fie lui Labarna I, fie lui Hattusili I (Labarna ar fi putut fi numele personal al acestui din urmă), care a cucerit zona de la sud și nord de Hattusa. Hattusili I a dus războaie până în regatul semitic amorit Yamkhad din Siria, unde a atacat, dar nu a cucerit, capitala sa Alep. Hattusili I a capturat în cele din urmă Hattusa și a fost considerat întemeietorul Imperiului Hitit. Conform Edictului din Telepinu, datând din secolul al XVI-lea î.Hr., „Hattusili era rege, iar fiii, frații, socrii, membrii familiei și trupele sale erau toți uniți. Oriunde mergea în campanie, el controla țara inamică cu forță. El a distrus țările una după alta, le-a luat puterea și le-a făcut hotarele mării. Cu toate acestea, când s-a întors din campanie, fiecare dintre fiii lui a plecat undeva într-o țară, iar în mâna sa marile orașe au prosperat. Dar, când mai târziu slujitorii prinților s-au corupt, au început să risipească proprietățile, au conspirat mereu împotriva stăpânilor lor și au început să verse sânge". Acest extras din edict ar trebui să ilustreze unitatea, creșterea și prosperitatea hitiților sub conducerea sa. De asemenea ilustrează corupția „prinților”, despre care se crede că sunt fiii săi. Lipsa surselor duce la incertitudine cu privire la modul în care a fost abordată corupția. Pe patul de moarte Hattusili I și-a ales ca moștenitor nepotul său, Mursili I (sau Murshilish I).

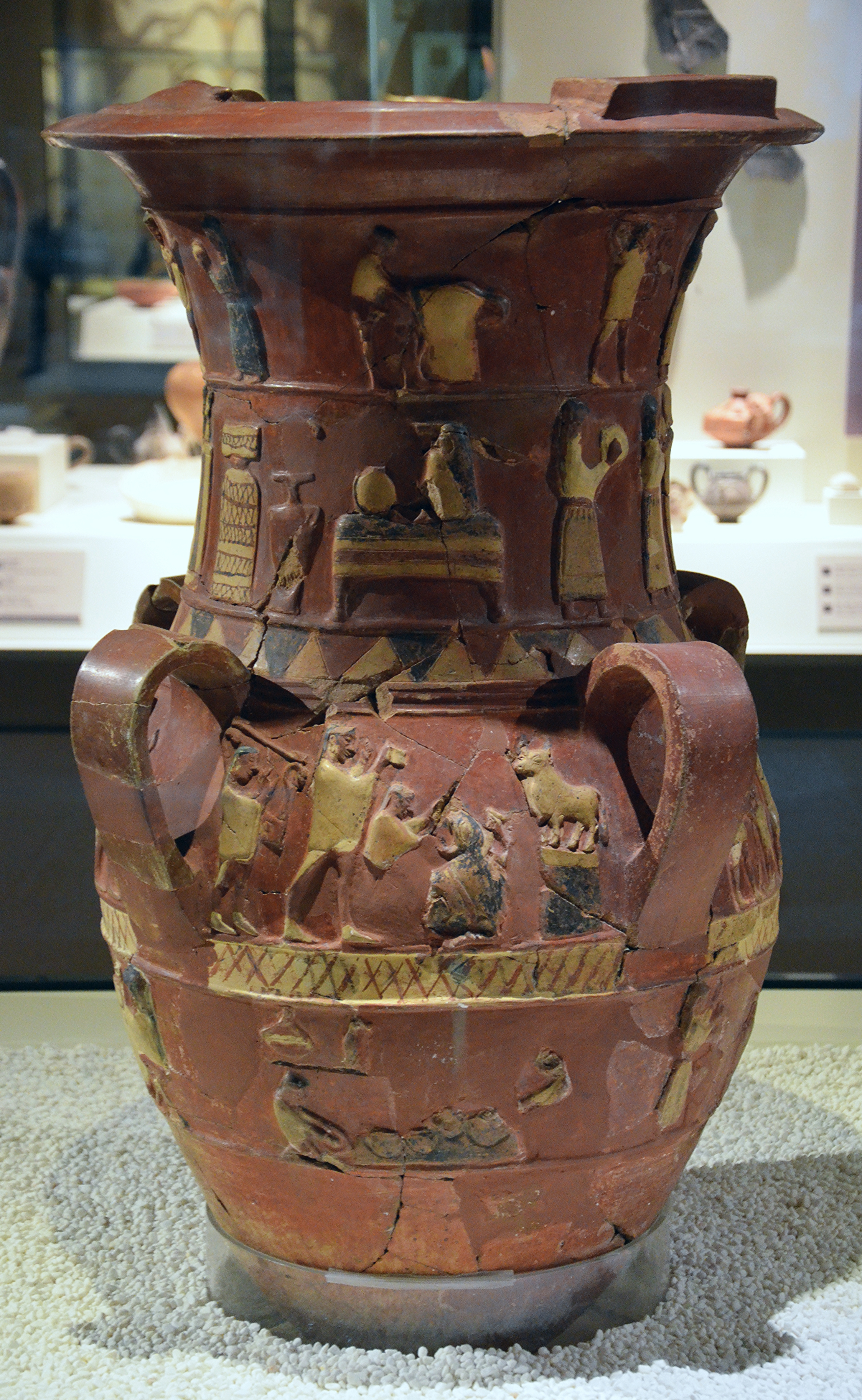
Vaza din İnandık, o vază hitită mare din teracotă cu patru mânere, cu scene în relief care înfățișează o ceremonie nupțială sacră, mijlocul secolului al XVII-lea î.Hr., İnandıktepe, Muzeul Civilizațiilor Anatoliene, Ankara

În 1595 î.Hr., Mursili I a efectuat un mare raid pe râul Eufrat, ocolind Asiria, și a capturat Mari și Babilonia, expulzând fondatorii amoriți ai statului babilonian. Cu toate acestea disensiunile interne au forțat retragerea trupelor în țara hitiților. În restul secolului al XVI-lea î.Hr. regii hitiți au fost ținuți în ŧara lor de certuri dinastice și războaie cu hurrienii - vecinii lor din est. De asemenea campaniilor în Amurru (Siria de astăzi) și sudul Mesopotamiei li s-ar putea datora reintroducerea scrierii cuneiforme în Anatolia, deoarece scrisul hitit este destul de diferit de cel din perioada colonială asiriană precedentă.
Mursili a continuat cuceririle lui Hattusili I. El a ajuns în sudul Mesopotamiei și chiar a jefuit Babilonul însuși în 1531 î.Hr. (cronologie scurtă). În loc să încorporeze Babilonia în imperiul hitit, Mursili pare să fi cedat controlul asupra Babiloniei aliaților săi kasiți, care o vor cârmui în următoarele patru secole. Această campanie lungă a epuizat resursele lui Hatti și a lăsat capitala într-o stare de cvazi-anarhie. Mursili a fost asasinat la scurt timp după întoarcerea sa acasă, iar Regatul Hitit s-a cufundat în haos. Hurrienii (cârmuiți de o clasă conducătoare indo-ariană mitaniană), un popor locuind în regiunea muntoasă de-a lungul cursurilor superioare ale râurilor Tigru și Eufrat din sud-estul Turciei moderne, au profitat de situație pentru a pune mâna pe Alep și zonele înconjurătoare, precum și pe regiunea de coastă Adaniya, redenumind-o Kizzuwatna (mai târziu Cilicia).
După aceasta hitiții au intrat într-o fază obscură, de slăbiciune, cu conducători nesemnificativi și putere redusă. Acest model, de expansiune sub regi puternici urmată de contracție sub cei mai slabi, urma să fie repetat de-a lungul istoriei de 500 de ani a Regatului Hitit, ceea ce face ca evenimentele din perioadele în declin să fie dificil de reconstituit. Instabilitatea politică a acestor ani ai Vechiului Regat Hitit poate fi explicată parțial prin natura regalității hitite din acel moment. În timpul Vechiului Regat Hitit de dinainte de 1400 î.Hr. regele hitiților nu a fost privit de supușii săi ca un „zeu viu” precum faraonii din Egipt, ci mai degrabă ca primul printre egali. Abia în perioada ulterioară, din 1400 î.Hr. până în 1200 î.Hr., regalitatea hitită a devenit mai centralizată și mai puternică. De asemenea în perioada timpurie succesiunea nu a fost fixată legal, permițând rivalități în stilul „Războiului celor Două Roze” între ramurile nordice și sudice.
Următorul monarh notabil după Mursili I a fost Telepinu (c. 1500 î.Hr.), care a câștigat câteva victorii în sud-vest, aparent prin alierea sa cu un stat hurrian (Kizzuwatna) împotriva altui (Mitanni). Telepinu a încercat, de asemenea, să asigure linia de succesiune.

## Regatul Mijlociu

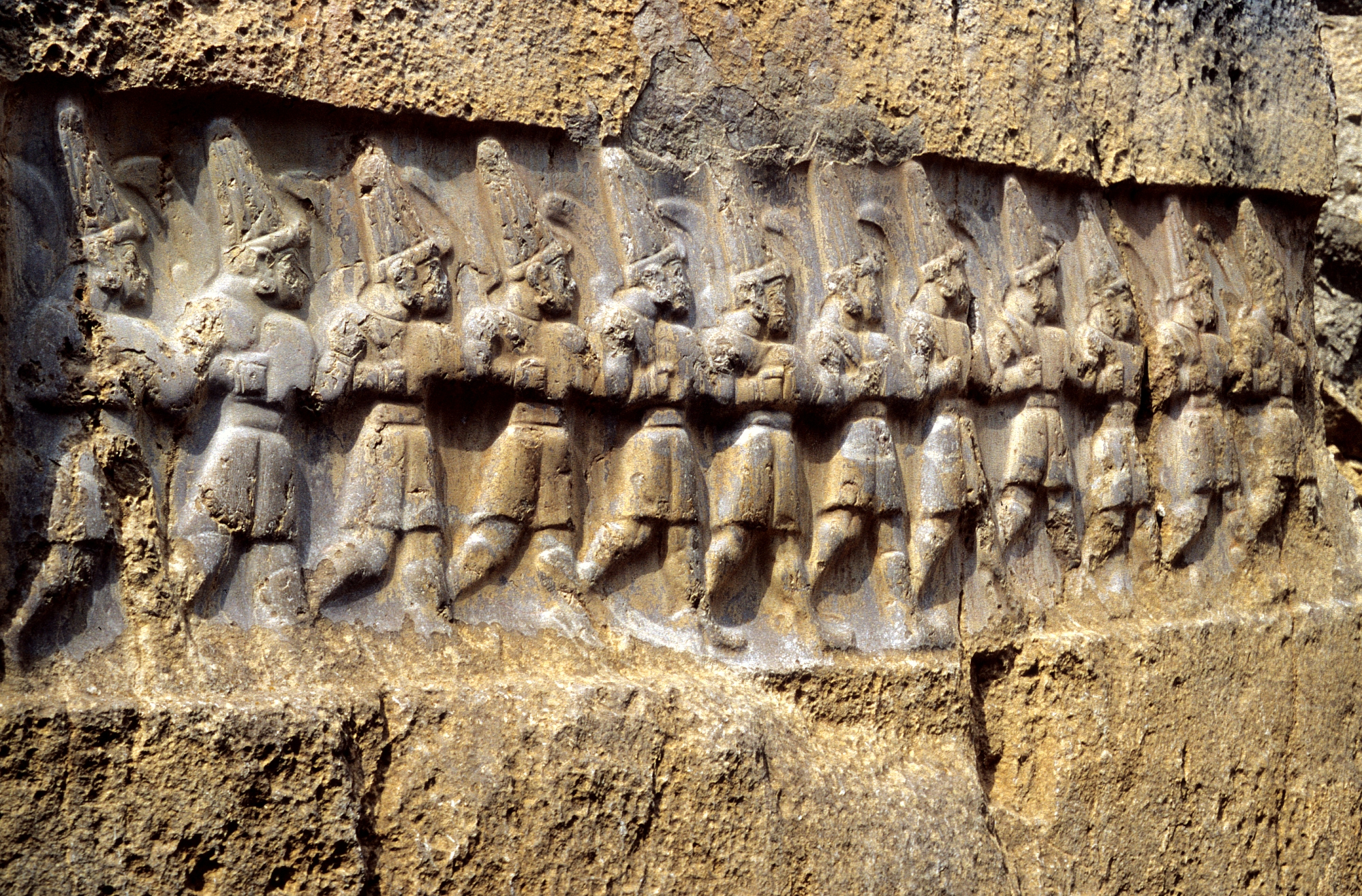
Doisprezece zei hitiți ai lumii de dincolo din Yazılıkaya, un sanctuar din apropierea Hattușei

Ultimul monarh al Vechiului Regat, Telepinu, a domnit până în jurul anului 1500 î.Hr. Domnia sa a marcat sfârșitul „Vechiului Regat” și începutul unei faze de slăbiciune cunoscute sub numele de „Regatul Mijlociu”. Perioada secolului al XV-lea î.Hr. este în mare parte necunoscută, cu foarte puține surse păstrate. O parte a cauzelor atât ale slăbiciunii, cât și ale obscurității se referă la faptul că hitiții erau atacați constant, în principal de Kaska, un popor ne-indo-european stabilit pe malul Mării Negre. Capitala a fost din nou mutată, dintâi la Sapinuwa și apoi la Samuha. Din Sapinuwa provine o arhivă, care însă nu a fost tradusă în mod adecvat până în prezent.
Urmează „Perioada Imperiului Hitit” propriu-zis, care începe cu domnia lui Tudhaliya I din c. 1430 î.Hr.
O inovație care poate fi atribuită acestor primi conducători hitiți este practica de a încheia tratate și alianțe cu statele vecine; hitiții erau astfel printre pionierii cunoscuți ai artei politice și diplomației internaționale. Acesta este și momentul în care religia hitită a adoptat mai mulți zei și ritualuri de la hurrieni.

## Noul Regat

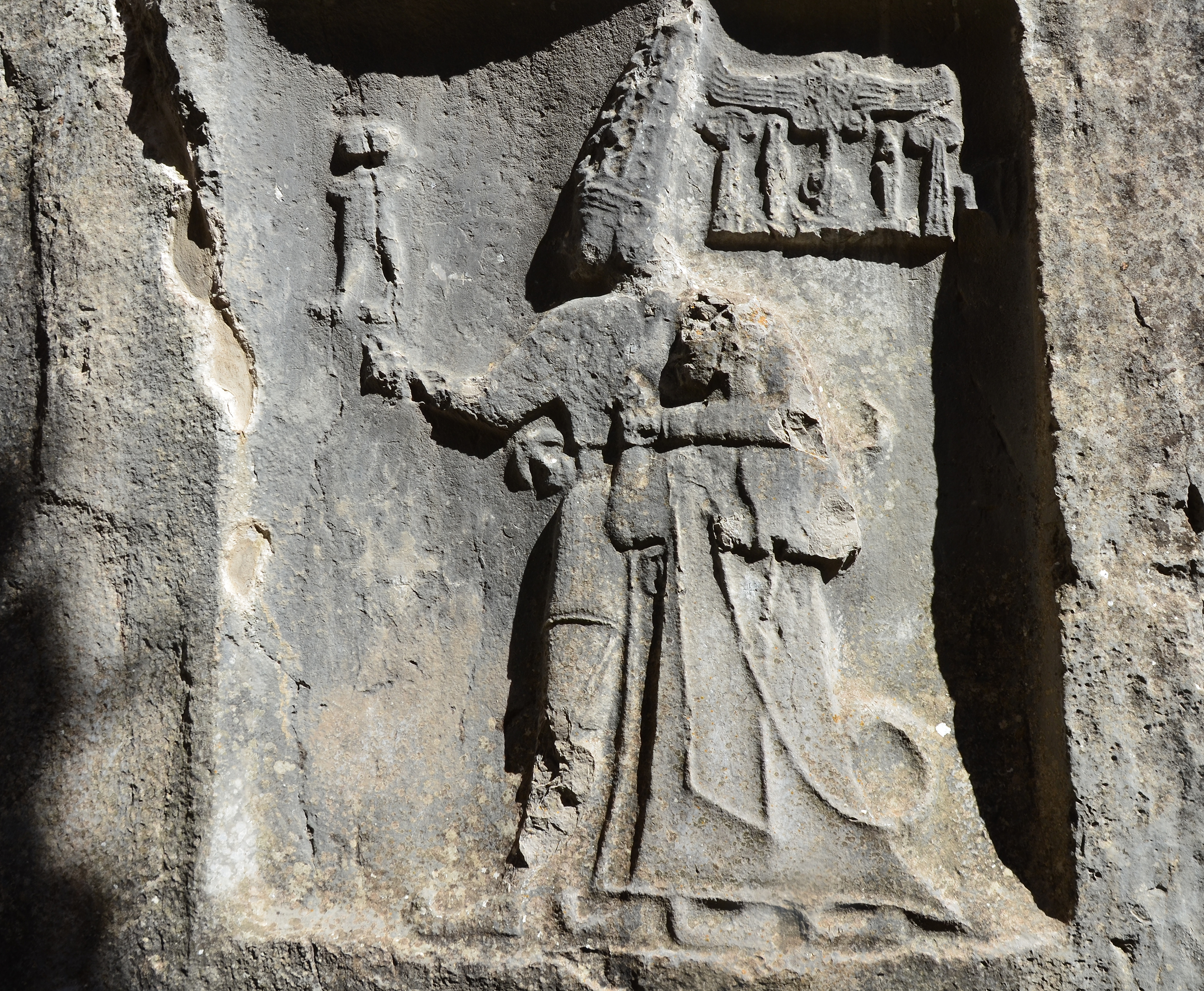
Tudhaliya IV (relief în Hattusa)

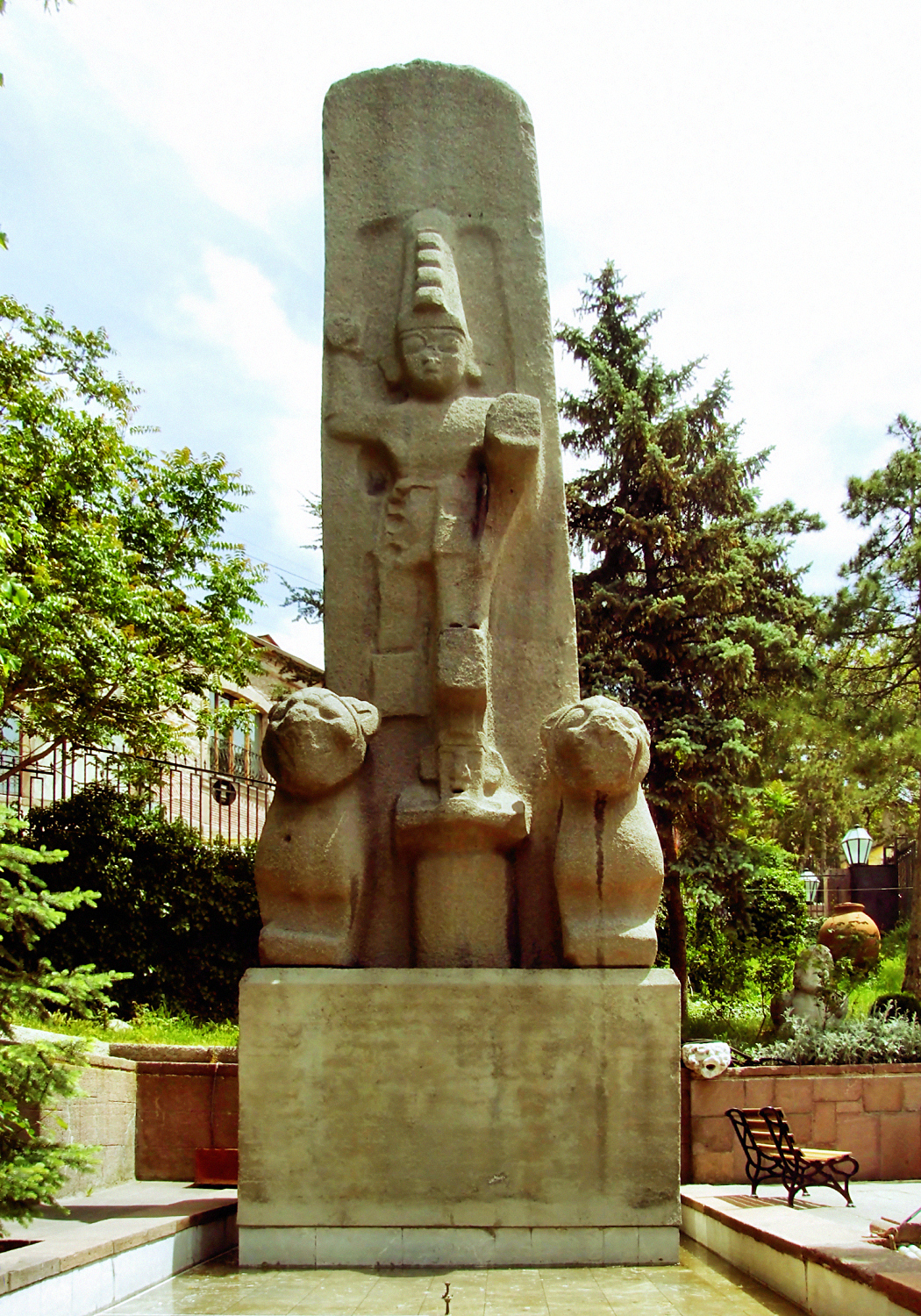
Monument hitit, o copie exactă a monumentului de la Fasıllar în Muzeul Civilizațiilor Anatoliene, Ankara

Odată cu domnia lui Tudhaliya I (care poate nu a fost de fapt primul cu acest nume; vezi și Tudhaliya), Regatul Hitit a reapărut din ceața obscurității. Civilizația hitită a intrat în perioada numită „Perioada Imperiului Hitit”. Multe schimbări au avut loc în această perioadă, una dintre care a fost o întărire a regatului. Pământurile populate de hitiți s-au lărgit în perioada Imperiului. Cu toate acestea hitiții a avut tendința de a se stabili mai degrabă în țările mai vechi din sudul Anatoliei, decât în țările de la Marea Egee. Pe măsură ce această colonizare a progresat, au fost semnate tratate cu popoarele vecine. În perioada Imperiului Hitit, regatul a devenit ereditar, iar regele a căpătat o „aură supraumană” și a început să fie adresat de cetățenii hitiți drept „Soarele meu”. Regii din perioada Imperiului au început să preia rolul de mare preot al întregului regat - făcând un tur anual al orașelor sfinte hitite, desfășurând festivaluri și supraveghind întreținerea sanctuarelor.

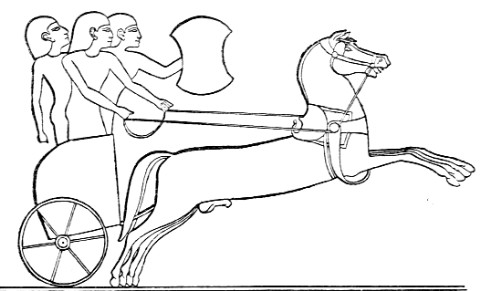
Oșteni hitiți

În timpul domniei sale (c. 1400 î.Hr.) regele Tudhaliya I s-a aliat din nou cu Kizzuwatna, apoi a învins statele hurriene Alep și Mitanni și și-a extins regatul spre vest în detrimentul Arzawei (un stat luwian).
O altă fază de slabiciune a urmat după Tudhaliya I, iar dușmanii hitiților din toate direcțiile au putut să avanseze chiar până la Hattusa și s-o distrugă. Cu toate acestea, Regatul și-a redobândit gloria de odinioară sub Šuppiluliuma I (c. 1350 î.Hr.), care a cucerit din nou Alepul, Mitanni fiind redus la vasalitate de către asirieni sub ginerele său, și a învins Carchemișul, un alt oraș-stat amorit. Cu fiii săi plasați peste toate aceste noi cuceriri și Babilonia încă în mâinile kasiților aliați, Šuppiluliuma devenise alături de Asiria și Egipt unul din marii stăpânitori al lumii cunoscute și nu a trecut mult timp până când Egiptul a căutat o alianță prin căsătorie între un alt fiu al său cu văduva lui Tutankhamon. Din păcate acel fiu a fost în mod evident ucis înainte de a ajunge la destinație și această alianță nu a fost încheiată niciodată. Cu toate acestea Imperiul Asirian de Mijloc (1365–1050 î.Hr.) a început din nou să se întărească odată cu înălțarea lui Așur-uballit I în 1365 î.Hr. Așur-uballit I l-a atacat și l-a învins pe Mattiwaza, regele Mitanni, în ciuda încercărilor regelui hitit Šuppiluliuma I, acum temător de creșterea puterii asiriene, să-i păstreze tronul prin sprijin militar. Țările Mitanni și cea a hurienilor au fost încorporate de către Asiria, permițându-i să pătrundă pe teritoriul hitit din estul Asiei Mici, iar Adad-nirari I a anexat Carchemișul și nord-estul Siriei de sub controlul hitiților.
După Šuppiluliuma I și o foarte scurtă domnie a fiului său cel mare, un alt fiu, Mursili al II-lea, a devenit rege (c. 1330). După ce a moștenit o poziție de forță în est, Mursili a reușit să-și îndrepte atenția spre vest, unde a atacat Arzawa și un oraș cunoscut sub numele de Millawanda (Milet), care se afla sub controlul Ahhiyawei. Cercetări mai recente bazate pe noi interpretări ale textelor hitite, precum și pe dovezi materiale ale contactelor miceniene cu Anatolia, au ajuns la concluzia că Ahhiyawa se referea la Grecia miceniană sau cel puțin la o parte a acesteia.

### Bătălia de la Kadeș

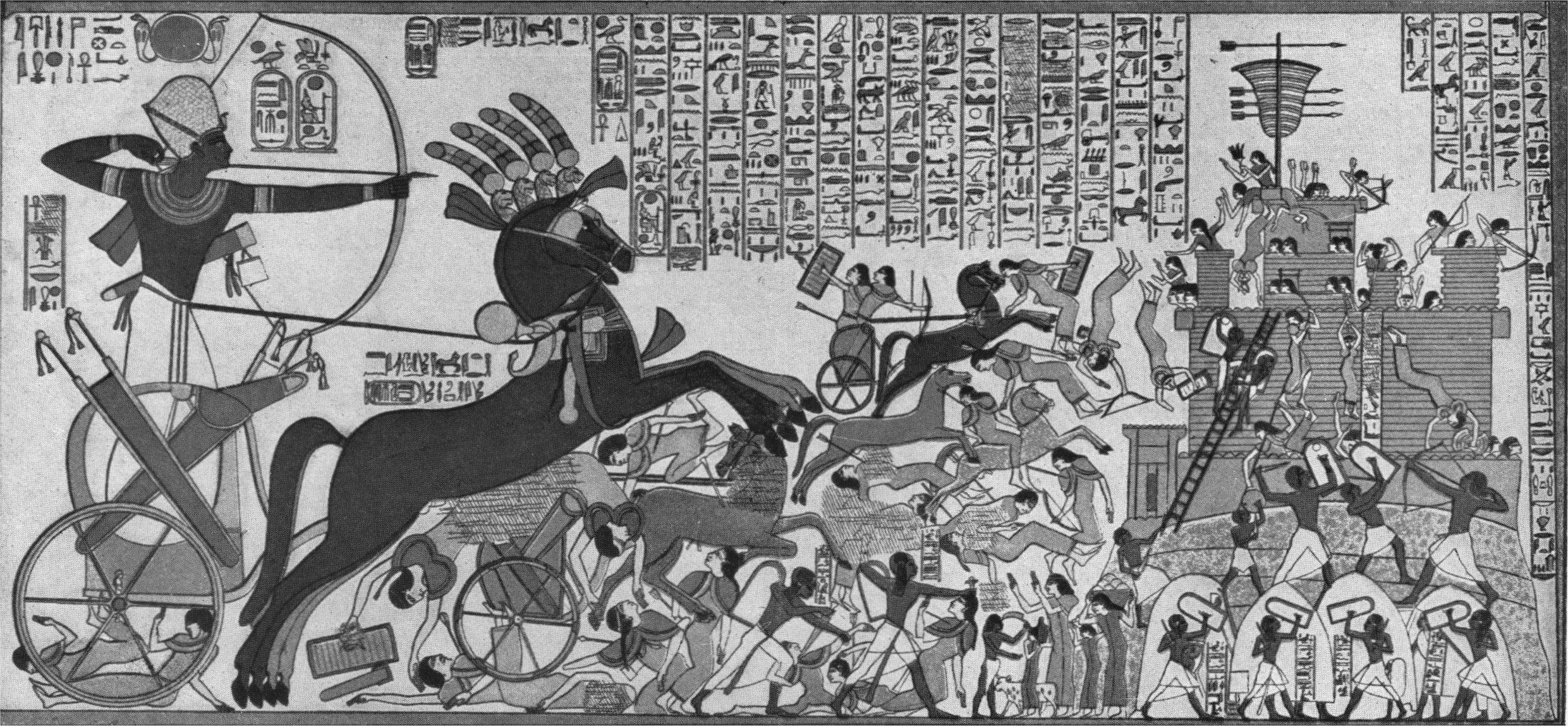
Faraonul egiptean Ramses II asaltând cetatea hitită Dapur

Prosperitatea hitită a fost în mare parte dependentă de controlul asupra rutelor comerciale și surselor de metale. Datorită importanței Siriei de Nord cu rutele ei vitale care legau Porțile Ciliciei cu Mesopotamia, apărarea acestei zone era crucială și a fost în curând pusă la încercare de expansiunea egipteană sub faraonul Ramses al II-lea. Rezultatul bătăliei este incert, deși se pare că sosirea la timp a întăririlor egiptene a împiedicat o victorie hitită completă. Egiptenii i-au forțat pe hitiți să se refugieze în cetatea Kadeș, dar propriile pierderi i-au împiedicat să-i asedieze. Această bătălie a avut loc în al cincilea an al domniei lui Ramses (c. 1274 î.Hr., după cronologia cea mai des utilizată).

### Căderea și dispariția Regatului

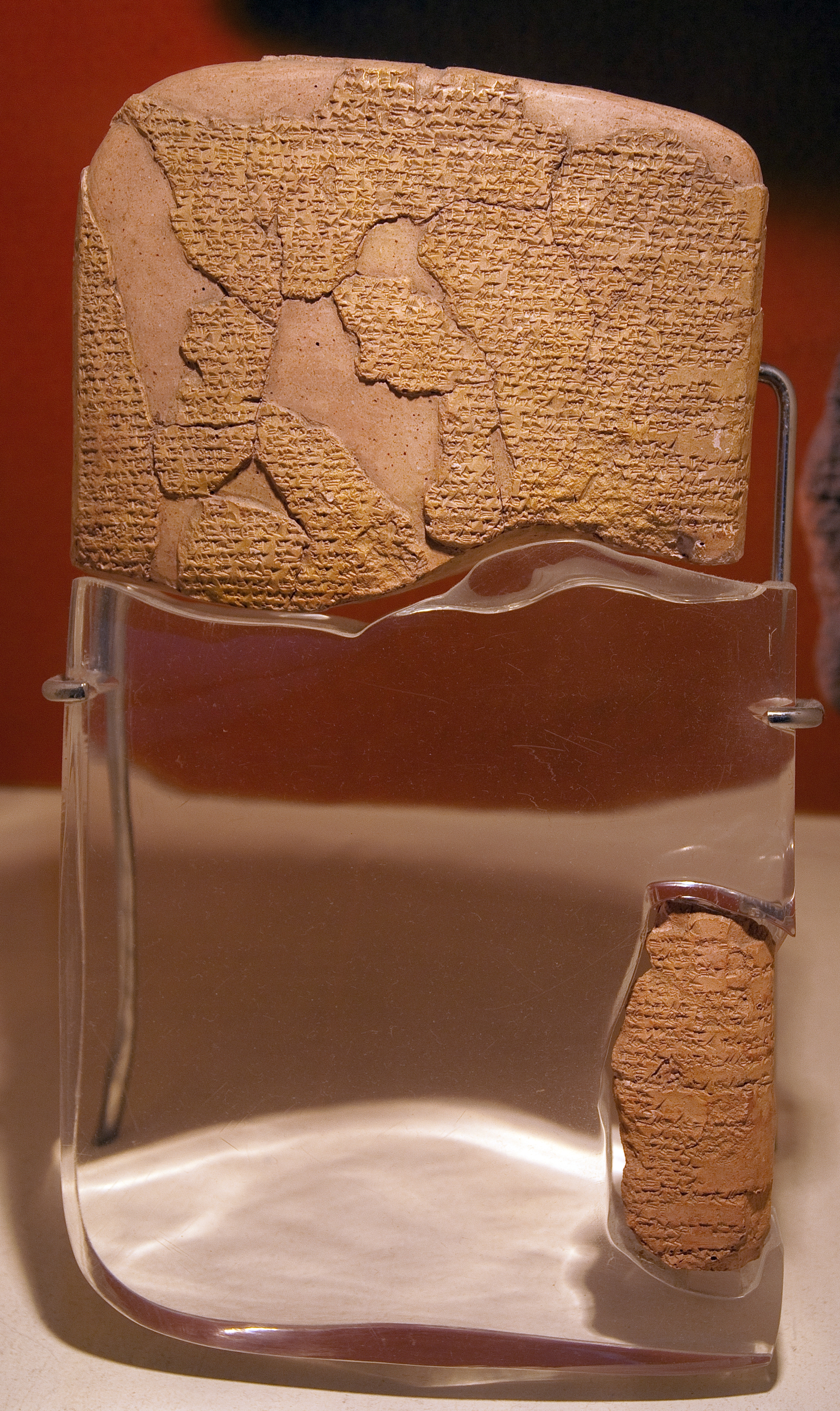
Tratatul de pace egipto-hitit (c. 1258 î.Hr.) între Hattusili III și Ramses II. Este cel mai vechi tratat de pace care s-a păstrat și este uneori numit Tratatul de la Kadeș după bine documentata Bătălie de la Kadeș. În prezent expus la Muzeul de Arheologie din Istanbul.

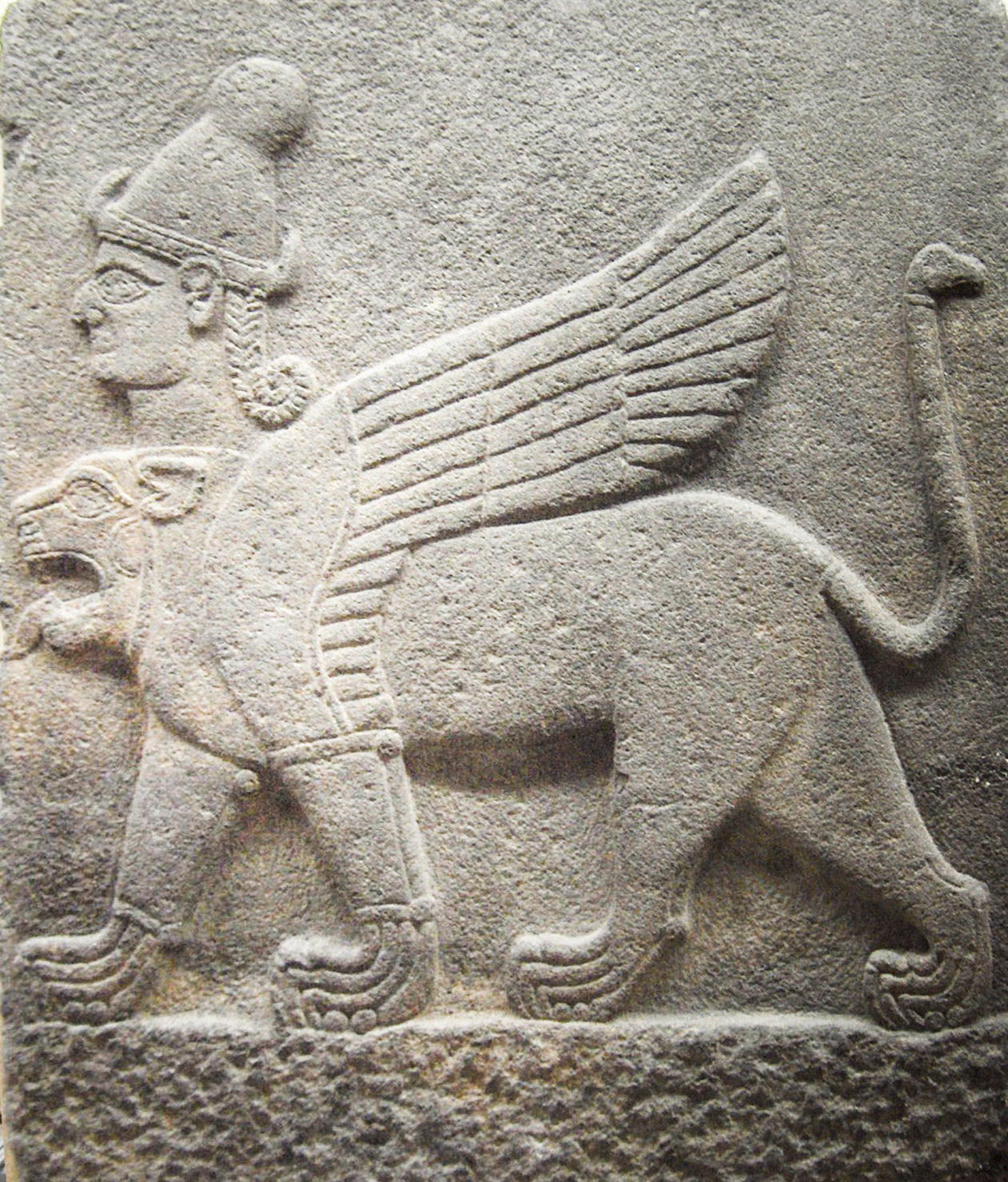
Himera cu un cap de om și un cap de leu; Perioada hitită târzie în Muzeul Civilizațiilor Anatoliene, Ankara

După aceasta puterea atât a hitiților, cât și a egiptenilor a început să scadă din nou din cauza asirienilor. Regele asirian Salmanasar I a profitat de ocazia de a-i învinge pe hurieni și Mitanni, de a ocupa pământurile lor și de a se extinde până la izvoarele Eufratului în Anatolia, precum și în Babilonia, Iranul antic, Aram (Siria), Canaan (Palestina) și Fenicia, în timp ce Muwatalli al II-lea era preocupat de egipteni. Hitiții încercaseră în zadar să păstreze regatul Mitanni prin sprijin militar. Asiria reprezenta acum o amenințare la fel de mare pentru rutele comerciale hitite ca și Egiptul. Fiul lui Muwatalli, Urhi-Teșub, a preluat tronul și a domnit timp de șapte ani ca Mursili al III-lea înainte de a fi eliminat de unchiul său, Hattusili al  III-lea, după un scurt război civil. Ca reacție la anexarea continuă de către asirieni a teritoriului hitit el a încheiat pace și o alianță cu Ramses al II-lea (temându-se și de Asiria), dând fiica sa de soție faraonului. „Tratatul de la Kadeș”, unul dintre cele mai vechi tratate din istorie care s-au păstrat în întregime, a fixat hotarul dintre ambele țări în sudul Canaanului și a fost semnat în al 21-lea an al lui Ramses (c. 1258 î.Hr.). Termenii acestui tratat prevedeau și căsătoria uneia dintre prințesele hitite cu Ramses.
Fiul lui Hattusili, Tudhaliya al IV-lea, a fost ultimul rege hitit puternic capabil să-i țină pe asirieni în afara nucleului pământurilor hitite, cel puțin într-o oarecare măsură, deși și el a pierdut mult teritoriu care a revenit asirienilor și a suferit o înfrângere grea de la Tukulti-Ninurta I al Asiriei în Bătălia de la Nihriya. El chiar a anexat temporar insula greacă Cipru, înainte ca și aceasta să cadă în mâinile Asiriei. Ultimul rege, Šuppiluliuma II, a reușit și el să câștige câteva victorii, inclusiv o bătălie navală împotriva Alashiyei în largul coastelor Ciprului. Însă asirienii lui Așur-reș-iși anexaseră până în acel moment mult teritoriu hitit în Asia Mică și Siria, alungându-l și învingându-l între timp pe regele babilonian Nebucadnețar I, care tot jinduia pământurile hitite. Popoarele Mării începuseră deja marșul lor de-a lungul coastelor mediteranene, pornind de la Marea Egee și ajungând până în Canaan unde au întemeiat Filistia. În drum au cucerit Cilicia și Cipru de la hitiți și au tăiat rutele lor comerciale. Aceasta a făcut nucleul statului hitit vulnerabil la atacuri din toate direcțiile, iar Hattusa a fost arsă până în temelii în jurul anului 1180 î.Hr. ca urmare a năvălirii unui nou val combinat de invadatori, kaska, frigienii și brigii. Regatul hitit a dispărut astfel din istorie, o mare parte a teritoriului său fiind cucerită de Asiria. În afară de aceste atacuri și o mulțime de probleme interne au contribuit la colapsul regatului hitit. Sfârșitul regatului era parte a unei catastrofe mai largi, Colapsul Epocii Bronzului.

## Statele neo-hitite
După destrămarea Imperiului Hitit în Anatolia au apărut formațiuni statale ale câtorva popoare: în apus - lidienii, cu capitala la Sardes și frigienii, cu centrul la Gordion; în sud - filistinii; în nord-vest - tracii și misienii.
În sud, în zonele neatinse de invazia „popoarelor mării”, s-au menținut mici state hitite care au căzut, pe rând, pradă asirienilor. Regele acestora Sargon II a cucerit în anul 717 î.Hr. ultima mare cetate hitită, Karkemiș, pentru ca șase ani mai târziu să cadă și statul Maraș. Hitiții înșiși au preluat limba arameilor semitici și, în final, au dispărut din istorie.